# Nothofagus alessandrii
Nothofagus alessandrii är en tvåhjärtbladig växtart som beskrevs av Marcial Ramón Espinosa Bustos. Nothofagus alessandrii ingår i släktet Nothofagus och familjen Nothofagaceae. Inga underarter finns listade i Catalogue of Life.

## Bildgalleri

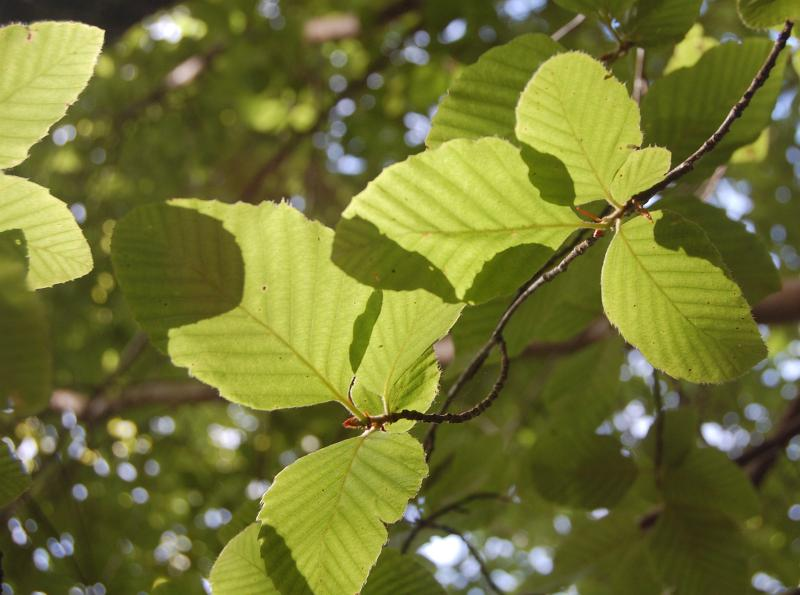
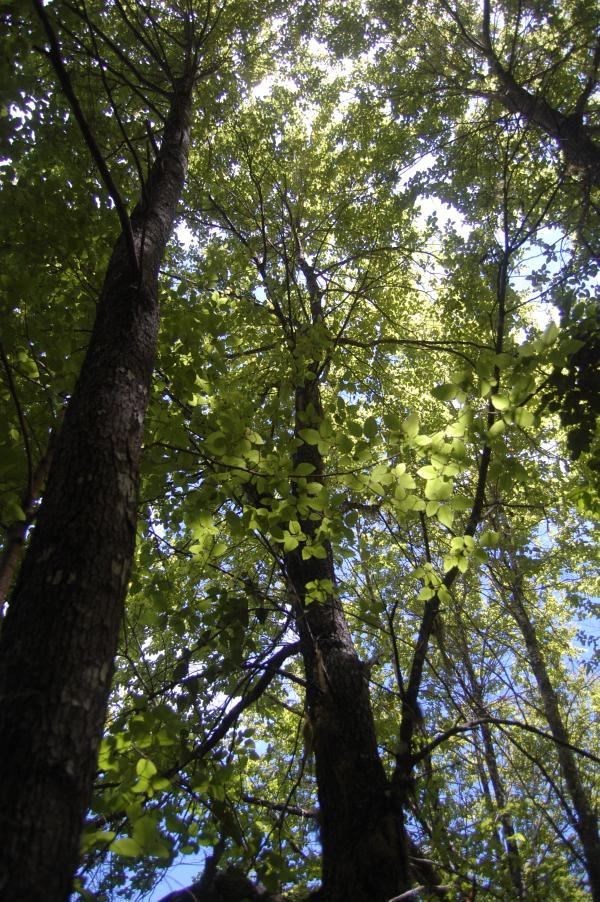
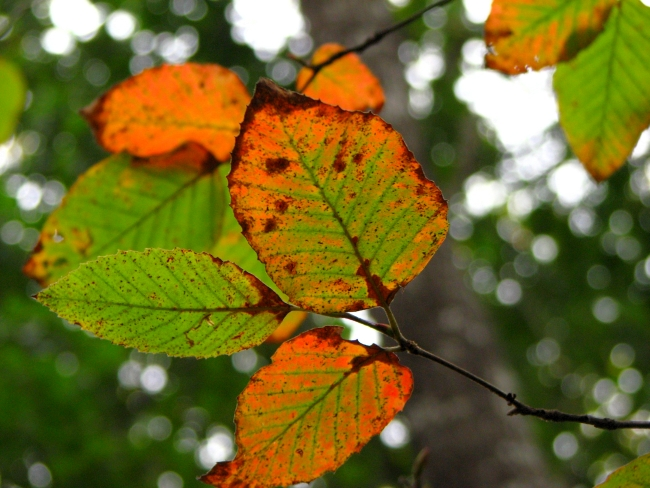